# Borgen; Hellmans hage
Borgen; Hellmans hage este o arie protejată (arie specială de conservare — SAC, sit de importanță comunitară — SCI) din Suedia întinsă pe o suprafață de 1,3 ha, integral pe uscat.

## Localizare
Centrul sitului Borgen; Hellmans hage este situat la coordonatele 63°01′12″N 14°21′07″E / 63.0201°N 14.3519°E.

## Înființare
Situl Borgen; Hellmans hage a fost declarat sit de importanță comunitară în mai 2006 pentru a proteja 1 specie de animale. Situl a fost protejat și ca arie specială de conservare în ianuarie 2014.

## Biodiversitate
Situată în ecoregiunea boreală, aria protejată conține 2 habitate naturale: Pajiști cu Molinia pe soluri calcaroase, turboase sau argilos-nămoloase (Molinion caeruleae), Fânețe montane.
La baza desemnării sitului se află o specie protejată de  nevertebrate: Lycaena helle.